# Cryptocephalus confluentus
Cryptocephalus confluentus är en skalbaggsart som beskrevs av Thomas Say 1824. Cryptocephalus confluentus ingår i släktet Cryptocephalus och familjen bladbaggar.

## Underarter
Arten delas in i följande underarter:
- C. c. confluentus
- C. c. melanoscelus